# Trogloraptor
A Trogloraptor délnyugat-Oregon barlangjaiban előforduló nagyméretű pókok rendszertani neme. A Trogloraptoridae pókcsalád egyetlen neme, amelynek eddig egyetlen faja ismeretes, a Trogloraptor marchingtoni. A Trogloraptor az 1990-2012 között leírt mindössze három új pókcsalád egyikébe tartozik; az egyetlen faj generikus nevének jelentése barlangi rabló, a specifikus név tisztelgés Neil Marchington amatőr barlangbiológus munkássága előtt.
A faj egyedei túlnyomórészt sárgásbarnák, hosszuk kiterjesztett lábakkal 8 cm körüli. Jellegzetességük, hogy lábuk utolsó ízén kampószerű, a zsákmány megmarkolására alkalmas karmaik vannak.

## Felfedezése
A pókokat először 2010-ben gyűjtötte be Geo Graening, Neil Marchington, Ron Davis és Daniel Snyder, a Nyugati Barlangfelügyelet (Western Cave Conservancy) munkatársai. 2012-ben írta le őket egy a Kaliforniai Tudományos Akadémia arachnológusaiból álló kutatócsoport, melynek tagjai Charles Griswold, Tracy Audisio és Joel Ledford voltak. A hím holotípust az oregoni Grants Pass város közeli M2 barlangból gyűjtötték 2010. július 29-én. A nőstény holotípust a szintén oregoni Josephine megye egy barlangjában lelték fel 2010. szeptember 16-án.
A tanulmány fő szerzője, Griswold szerint az újonnan leírt pókok magyarázatot adhatnak a környék óriás barlangi pókokat említő legendáira. A felfedezés jelentőségét az is emeli, hogy a pókfajt nem csak önálló nembe, de önálló családba is kellett sorolni, márpedig a megelőző 22 évben csak két másik pókcsalád került leírásra. Az amerikai arachnológus, Norman Platnick megjegyzése szerint a felfedezés „…épp oly lenyűgöző az arachnológusok számára, mint az őslénytannal foglalkozóknak egy új dinoszaurusz felfedezése”."

## Rendszertan
A Trogloraptor nembe egyetlen faj, a Trogloraptor marchingtoni tartozik, a nem pedig a Trogloraptoridae család egyetlen neme. A család vélhetőleg a fojtópókfélék öregcsaládjának, a Dysderoideának ősi jellegeket mutató tagja. Legközelebbi recens rokonaik az Oonopidae család (aprópókok) fajai. A Trogloraptor azonban számos egyedi jelleggel rendelkezik (pl. ősi légzőrendszer) ami indokolja a saját családba való elkülönítését. A család törzsfejlődése valószínűleg kb. 130 millió évvel ezelőtt vált el a többi pókétól, ami Észak-Amerika jelentős reliktum fajává lépteti elő.
A specifikus név tisztelgés Neil Marchington amatőr barlangbiológus munkássága előtt. A generikus nevének jelentése barlangi rabló, egyszerre utalva ezzel élőhelyére és a lábuk utolsó ízén található kampószerű, a zsákmány megmarkolására alkalmas karmaira.

## Elterjedése
Az Oregon államban 2010-ben és 2011-ben fellelt élő példányokat mind sötét barlangok mélyén találták. Egyetlen Trogloraptort sem azonosítottak a barlang szája körüli, külsőbb részeken. Egy juvenilis példányt azonban sikerült fellelni Északnyugat-Kalifornia mamutfenyő-őserdeje aljnövényzetének törmelékei között. A példány mintázata eltérő a T. marchingtoni-étól, és talán egy új, leíratlan fajt takar.
A Trogloraptoridae család elterjedése nagyobb lehet, hiszen a pliocén alatt (kb. 5 mya) a mamutfenyőerdők jóval nagyobb területet foglaltak el Észak-Amerikából, mint jelenleg. Más fajok is rejtőzködhetnek az Egyesült Államok barlangjaiban.

## Leírása

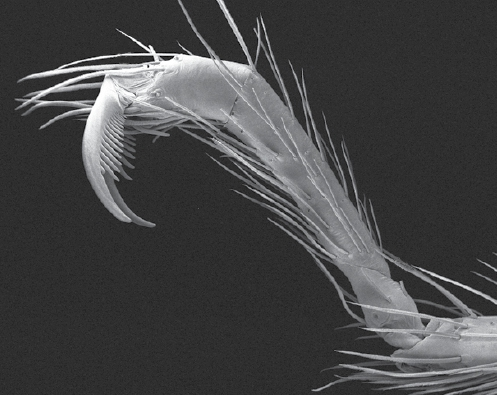
Kampószerű karmok egy nőstény példány IV. tapogatólábának utolsó függelékén, a tarsuson

A kifejlett Trogloraptor hat szemmel rendelkezik, testhossza hímeknél 7–10 mm, nőstényeknél 8–10 mm. Kiterjesztett lábakkal a pók akár a 7,5 cm-es hosszúságot is elérheti.
A Trogloraptor alapszíne sárgás-barnás, kivéve egy sötétbarna, V formájú mintát a fejtoron, a narancssárgás barna csáprágókat és lilás barna utótestet (opisthosoma), melyen világos színű heraldikai chevron (fordított V alakú) minták sorozata található. Az előtest körte, a mellpajzs (sternum) szív alakú. Az utótest ovális, apró sörtékkel (szetákkal) ritkásan borított. A hímek megnagyobbodott, körte vagy lángnyelv formájú (piriform) tapogatólábakkal rendelkeznek. Primitív, néhány szálból álló hálót szőnek, amiről lelógatják magukat a barlang mennyezetéről.
A trogloraptorok egyedi jellemzője a tapogatólábaik utolsó ízein, a tarsusokon található flexibilis, fogazott, kampószerű karmok. Ehhez hasonló megnyúlt karmok az Ausztrália és Új-Zéland területén honos Gradungulidae család pókjainál találhatók, de a két család csak távoli rokonságban áll egymással. Tarsuson található kampós karmok kisebb mértékben ugyan, de megtalálhatók még a következő, távolabbi taxonokban: Doryonychus (Tetragnathidae család), Hetrogriffus (Thomisidae család) és Celaenia (Araneidae család).

## Életmód
Griswold és tsai. úgy vélik, hogy a karmok a zsákmány megragadásában játszhatnak jelentős szerepet. Hasonlóan az új-zélandi, a Gradungulidae családba tartozó Spelungula cavernicola pókfajhoz, a Trogloraptor is valószínűleg a barlang mennyezetéről függeszkedve a karmával próbálja elkapni az arra szálló ízeltlábúakat. A trogloraptorok zsákmányállatát egyelőre nem sikerült meghatározni. Az elfogott élő példányokat klimatizált laboratóriumi körülmélnyek között próbálták életben tartani. Felkínáltak nekik lepkéket, tücsköket és más pókokat táplálékként, de visszautasították őket, és a példányok két hét után éhen pusztultak. Ez arra utalhat, hogy igen szűk körű a zsákmányállattal kapcsolatos preferenciájuk.
A legtöbb pókhoz hasonlóan a trogloraptorok is rendelkeznek méregmirigyekkel, nem tudunk azonban arról, hogy mérgük ártalmas lenne az emberre nézve. Maguk a pókok rendkívül félénkek és visszahúzódóak; emberrel találkozva az elsődleges céljuk az, hogy a lehető leggyorsabban visszameneküljenek a sötétbe.

## Fordítás
- Ez a szócikk részben vagy egészben a Trogloraptor című angol Wikipédia-szócikk ezen változatának fordításán alapul.  Az eredeti cikk szerkesztőit annak laptörténete sorolja fel. Ez a jelzés csupán a megfogalmazás eredetét és a szerzői jogokat jelzi, nem szolgál a cikkben szereplő információk forrásmegjelöléseként.